# Wabash County, Indiana
Wabash County är ett administrativt område i delstaten Indiana, USA, med 34 960 invånare (2000). Den administrativa huvudorten (county seat) är Wabash.  

## Geografi
Enligt United States Census Bureau har countyt en total area på 1 091 km². 1 071 km² av den arean är land och 20 km² är vatten. 

### Angränsande countyn
- Kosciusko County - norr
- Whitley County - nordost
- Huntington County - öst
- Grant County - söder
- Miami County - väst
- Fulton County - nordväst